# Lepanthes javieri
Lepanthes javieri là một loài thực vật có hoa trong họ Lan. Loài này được Archila mô tả khoa học đầu tiên năm 1998.